# Poway (Kalifornia)
Poway – miasto w Stanach Zjednoczonych, w stanie Kalifornia, w hrabstwie San Diego. Według spisu ludności przeprowadzonego przez United States Census Bureau, w roku 2010 miasto Poway miało 47 811 mieszkańców.
W Poway urodziła się Kelsey Plum, amerykańska koszykarka.